# 児玉九十
児玉 九十（こだま くじゅう、1888年（明治21年）11月15日 - 1989年（平成元年）12月15日）は、日本の教育者。学校法人明星学苑創立者。

## 人物
静岡県田方郡中郷村（現・三島市）出身。1911年第四高等学校卒業。1914年東京帝国大学文科大学卒業。1915年同大学大学院修了。
その後、名教中学校教諭
成蹊実務学校教諭、1917年同主事となる。1920年から1925年まで成蹊中学校校長を務める傍ら、1922年に明星実務学校創立に参画し、1923年同理事に就任する。1924年から翌年まで成蹊小学校校長も兼任した。1925年欧米教育視察のため学校法人成蹊学園を退職し、1926年明星実務学校校長となる。1927年財団法人明星中学校理事長・明星中学校校長に就任する。1941年大政翼賛会中央協力会議議員に、1943年全国私立学校恩給財団理事長となる。1947年日本私学団体総連合会副会長および新制明星中学校校長に就任する。1948年東京都公安委員長に選出され、また、学制改革により明星高等学校を開校し、同校長となる。1949年明星幼稚園を開園し、同園長。1950年明星小学校を開校し、同校長、また全国私立学校審議会連合会会長となる。1951年学校法人明星学苑理事長。文部省社会教育審議会施設委員長。1964年明星大学を開学し、同学長。1965年同人文学部長兼任。1968年東京都私立中学校高等学校協会会長。1973年財団法人私学研修福祉会理事長。1978年明星学苑理事長。明星小学校校長。明星中学校・高等学校校長。明星幼稚園園長を退任。明星学苑長に就く。1989年12月15日肝臓がんのため東京慈恵会医科大学附属病院にて逝去。1990年明星学苑にて学苑葬が営まれた。

## 受賞歴
- 文部大臣表彰（1940年）
- 藍綬褒章（1944年）
- 勲三等旭日中綬章（1964年）
- 勲二等瑞宝章（1974年）
- 名誉都民（1981年）
- 従四位（1989年）[4]

## 著書
- 『両親教育』主婦之友社、1935年初版
- 『教育者としての母』主婦之友社、1935年
- 『この道　五十年』明星学苑、1965年
- 『明星ものがたり』明星学苑、1976年初版
- 『真実の教育を求めて』明星学苑、1977年
- 『明星ものがたり』明星大学出版部、1994年復刻版
- 『両親教育』日本図書センター、2018年復刻版